# Claudia Rankine
Claudia Rankine (Kingston, Jamaica, 4 de setembre de 1963) és una poeta, assagista i dramaturga jamaicana. És membre de l'Acadèmia de Poetes Americans, de la qual va ser nomenada rectora el 2013. La seva obra Ciutadana. Una lírica estatunidenca, testimoniatge de les conseqüències individuals i col·lectives del racisme, va guanyar importants premis, com el Premi PEN/Open Book, el Premi PEN de Literatura, el NAACP Image Awards i el National Book Critics Circle Award de Poesia (Premi del Cercle de Crítics Nacional del Llibre). Va ser el primer llibre a ser nominat tant en la categoria de poesia com en la de crítica.

## Biografia
Rankine va néixer a Kingston, Jamaica, i als 7 anys la seva família es traslladà a Nova York. Va estudiar en el Williams College i en la Universitat de Colúmbia. El seu treball ha estat editat en moltes revistes, incloses Harper's, GRANTA, Kenyon Review i Llana Turner Journal. Coedita amb la també poeta Lisa Sewell l'antologia American Women Poets in the 21st Century: Where Lyric Meets Language.
Amb la beca de l'Acadèmia de Poetes Americans, el treball de Rankine Don't Let Me Be Lonely (2004), un projecte experimental, ha estat aclamat per la seva combinació única de poesia, assaig, lírica i imatges de televisió. D'aquest volum, el poeta Robert Creeley va escriure: "Claudia Rankine aquí usa una combinació extraordinària de mitjans per a aconseguir el testimoniatge més articulat i commovedor dels temps ombrívols en els quals vivim que he vist. És una obra mestra en tots els sentits, i totalment seva".
L'obra The Provenance of Beauty: A South Bronx Travelogue es va estrenar el 2009. Posteriorment, el 2014, Graywolf Press va publicar el seu llibre de poesia Citizen: An American Lyric.
Rankine també treballa en peces documentals multimèdia amb el seu marit, el fotògraf i cineasta John Lucas. Aquests assajos en vídeo es titulen Situations. També és professora adjunta d'Anglès i Estudis Afroamericans a la Universitat Yale.
Sobre el seu treball, el poeta Mark Doty va escriure: "Els poemes de Claudia Rankine investiguen molts tipus de límits: el territori inestable entre la poesia i la prosa, entre la paraula i la imatge visual, entre el que és ser un subjecte i les formes en què som definits des de fora pel color de la pell, l'economia i la cultura corporativa global. Aquesta poeta intrèpida estén la poesia estatunidenca a noves i vigoroses direccions".
A més és fundadora i comissària del Racial Imaginary Institute, que Rankine va anomenar com "una col·laboració commovedora amb altres col·lectius, espais, artistes i organitzacions per a exhibicions d'art, lectures, diàlegs, conferències, actuacions i projeccions que abordin el tema de la raça".
El 2017, Rankine va col·laborar amb el coreògraf i intèrpret Will Rawls amb el treball What Remains, on ens mostra l'opressió i vigilància a la qual són sotmesos els negres per la societat. Aquesta performance va comptar amb els artistes i compositors Tara Aisha Willis, Jessica Pretty, Leslie Cuyjet i Jeremy Toussaint-Baptiste. El treball es va estrenar en el Bard College i s'ha representat en sales nord-americanes com Danspace a Nova York, Walker Art Center, Yale Repertory Theatre i el Museu d'Art Contemporani Warehouse Space de Chicago. En una entrevista amb Rawls, Rankine va descriure com es van manipular el text i el llenguatge en la presentació: "Com a escriptor, passes molt temps tractant de fer que totes aquestes paraules comuniquin un sentiment o una acció, i poder per a desfer-me de les paraules però així i tot mantenir el sentiment va ser sorprenent per a mi".

### Racial Imaginary Institute
L'Institut Imaginari Racial (TRII) és un col·lectiu interdisciplinari que va crear Rankine l'any 2017 amb els fons de la seva beca MacArthur. Està format per un grup d'artistes i escriptors que estudien la blancor i examinen la raça com una construcció. La seva missió és construir "un laboratori cultural en el qual els imaginaris racials del nostre temps i lloc estiguin compromesos, llegits, contrarestats, contextualitzats i desmitificats".
Rankine espera que l'organització ocupi en un futur un espai físic a Manhattan; fins que això sigui possible, l'institut està en moviment. El 2017, el Museu Whitney va presentar "Perspectives sobre raça i representació: una nit amb l'Institut Imaginari Racial" per a abordar el debat provocat per la pintura Taüt obert de Dana Schutz. L'estiu de 2018, el TRII va presentar On Whiteness, una exposició, simposi, biblioteca, residències i espectacles al The Kitchen de Nova York.

## Premis i reconeixements
- 2005 Academy Fellowship from the Academy of American Poets for distinguished poetic achievement.[18]
- 2014 National Book Critics Circle Award (per[19][20] la seva poesia) per Citizen: An American Lyric.
- 2014 National Book Critics Circle Award (de la crítica) finalista per Citizen: An American Lyric.[19]
- 2014 Califòrnia Book Awards Poetry Finalist per Citizen: An American Lyric.[21]
- 2014 Jackson Poetry Prize (awarded by Poets & Writers).[22]
- 2015 Premi PEN/Open Book per Citizen.[23]
- 2015 PEN Center USA de poesia per Citizen: An American Lyric.[24]
- 2015 New York Times Best seller per Citizen: An American Lyric.[25]
- 2015 Los Angeles Times Book Prize in Poetry for Citizen: An American Lyric.[26]
- 2015 NAACP Image Award for Outstanding Literary Work in Poetry for Citizen: An American Lyric.[27]
- 2015 Forward Prize per Citizen: An American Lyric.[28][29]
- 2016 MacArthur Fellowship.
- 2016 United States Artist Zell Fellowship.
- 2016 Bobbitt National Prize per Poetry for Citizen: An American Lyric.[30]
- 2017 Colgate University, Honorary Doctor of Letters, May 21, 2017.[31]
- 2017 John Simon Guggenheim Fellowship per la seva poesia.[32]